# مرکز دارایی بین‌المللی

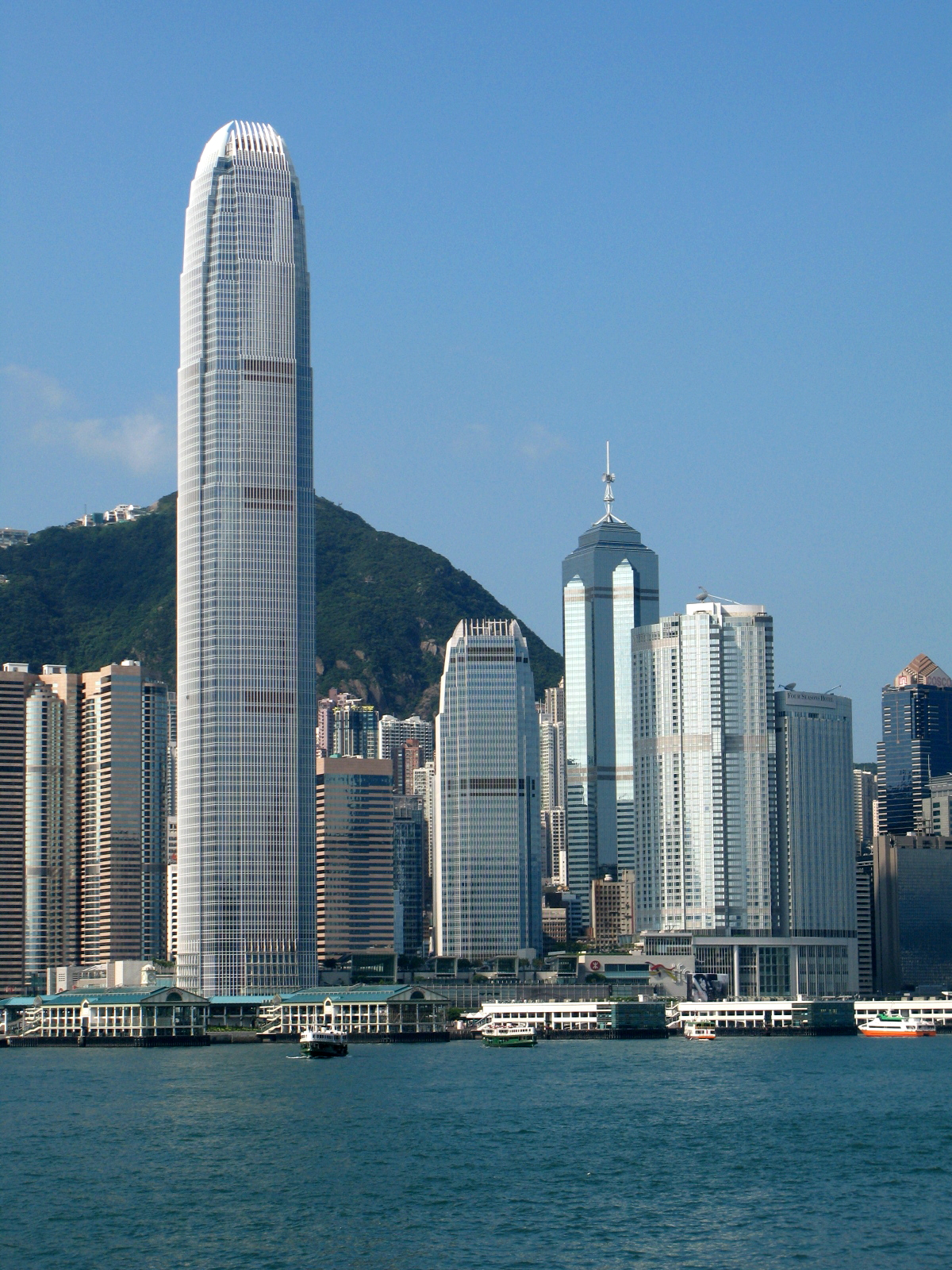
تصویری از مرکز دارایی بین‌المللی در هنگ‌کنگ در سپتامبر ۲۰۰۸

مرکز دارایی بین‌المللی (یا IFC یا آی‌اف‌سی) یک موسسه یکپارچه برای گسترش بازرگانی است که در هنگ‌کنگ قرار دارد.
این مرکز در منطقه ویژه‌ای در جزیره هنگ‌کنگ قرار گرفته و دارای دو آسمان‌خراش،یک مرکز خرید و ساختمان ۵۵ طبقه هتل چهار فصل هنگ‌کنگ می‌باشد. برج ۲، دومین برج بلند هنگ‌کنگ پس از برج مرکز بازرگانی بین‌المللی است.این برج، چهارمین برج بلند در منطقه چین بزرگ و هشتمین ساختمان اداری بلند جهان بحساب می‌آید.